# Helina reni
Helina reni är en tvåvingeart som beskrevs av Wang, Xue och Zhang 2006. Helina reni ingår i släktet Helina och familjen husflugor. Inga underarter finns listade i Catalogue of Life.